# Darrius Garrett
Darrius Garrett (nacido el 11 de abril de 1990 en Raleigh (Carolina del Norte), Estados Unidos) es un exjugador estadounidense con nacionalidad ruandesa de baloncesto.

## Trayectoria deportiva
Darrius Garrett es un jugador formado en los Richmond Spiders y tras no ser elegido en el Draft de la NBA de 2012, debutó como profesional el Suiza en las filas del Fribourg Olympic en la temporada 2012-13.
Más tarde, se convertiría en un trotamundos mundial para jugar en Chipre, Grecia, Turquía, Polonia, Venezuela, Uruguay, Líbano y Bulgaria, 
En verano de 2018, regresa a Grecia para jugar en las filas del PAOK Salónica BC de la A1 Ethniki.